# Esclavage à Madagascar
Vous pouvez aider à l'améliorer ou bien discuter des problèmes sur sa page de discussion.
- Il peut contenir un travail inédit ou des déclarations non vérifiées. Vous pouvez l’améliorer en ajoutant des références. (Marqué depuis mai 2020)

Vous pouvez aider à l'améliorer ou bien discuter des problèmes sur sa page de discussion.
- Certaines informations devraient être mieux reliées aux sources mentionnées dans la bibliographie ou les liens externes. Améliorez sa vérifiabilité en les associant par des références. (Marqué depuis septembre 2019)
- Il n’est pas rédigé dans un style encyclopédique. (Marqué depuis juillet 2017)

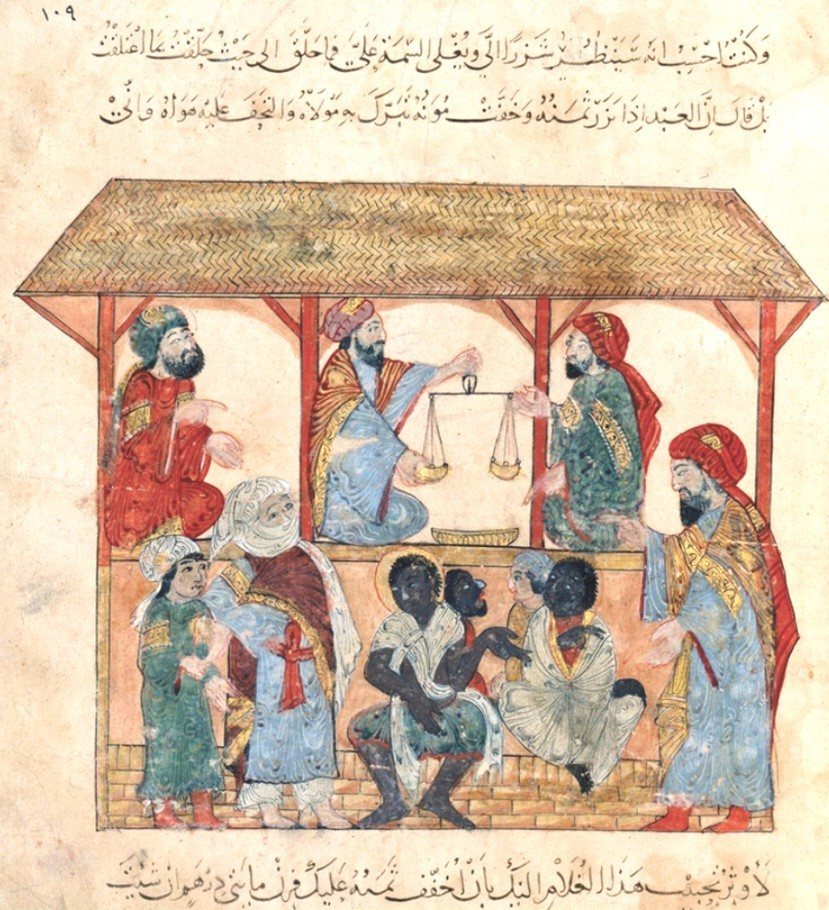
Esclaves noirs à Zabid (Yémen) au XIIIe siècle

L'article traite des différentes formes d'esclavage qu'a connues l'île de Madagascar.

## Histoire

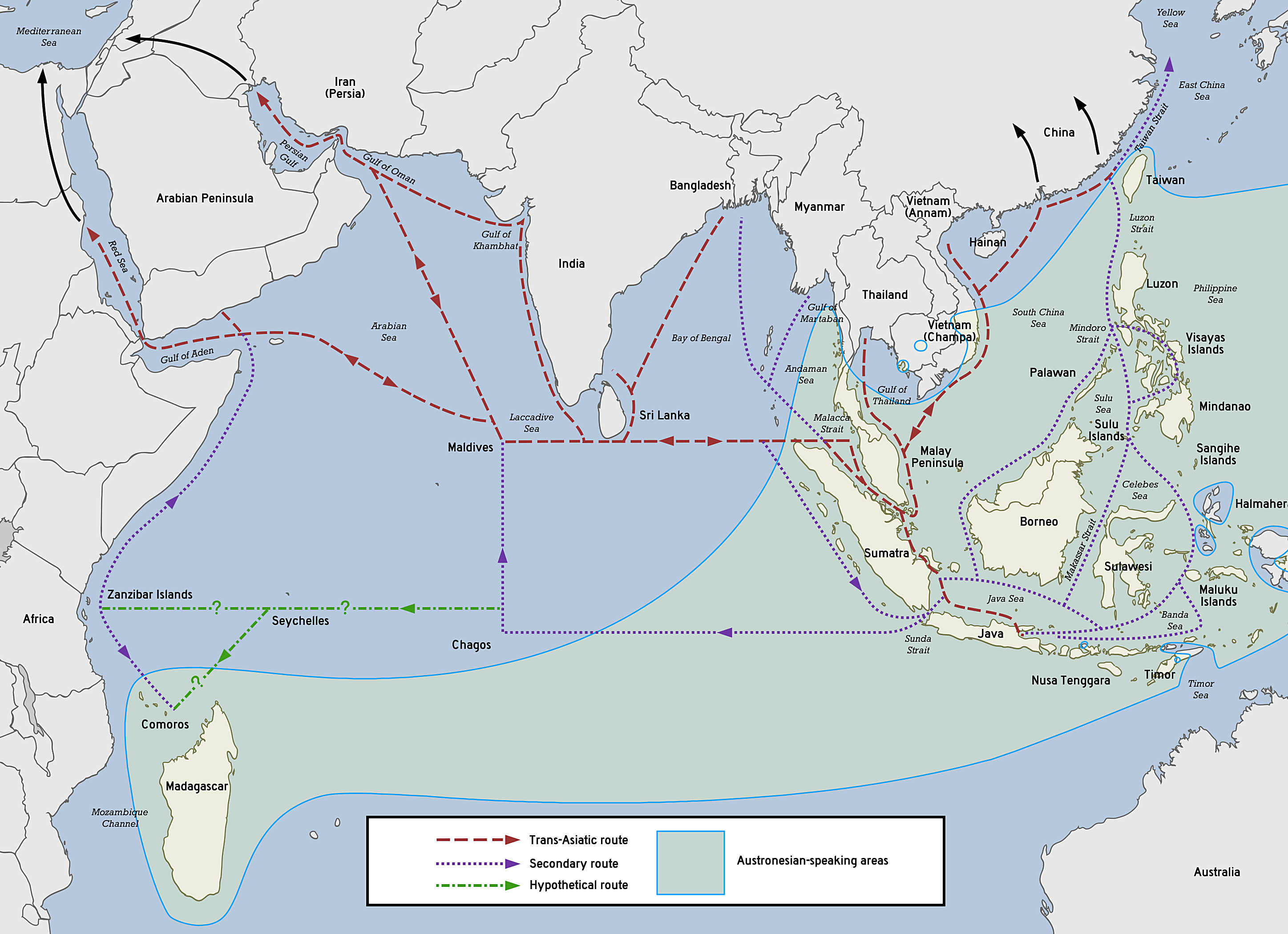
Routes commerciales de l'Océan Indien (ancien)

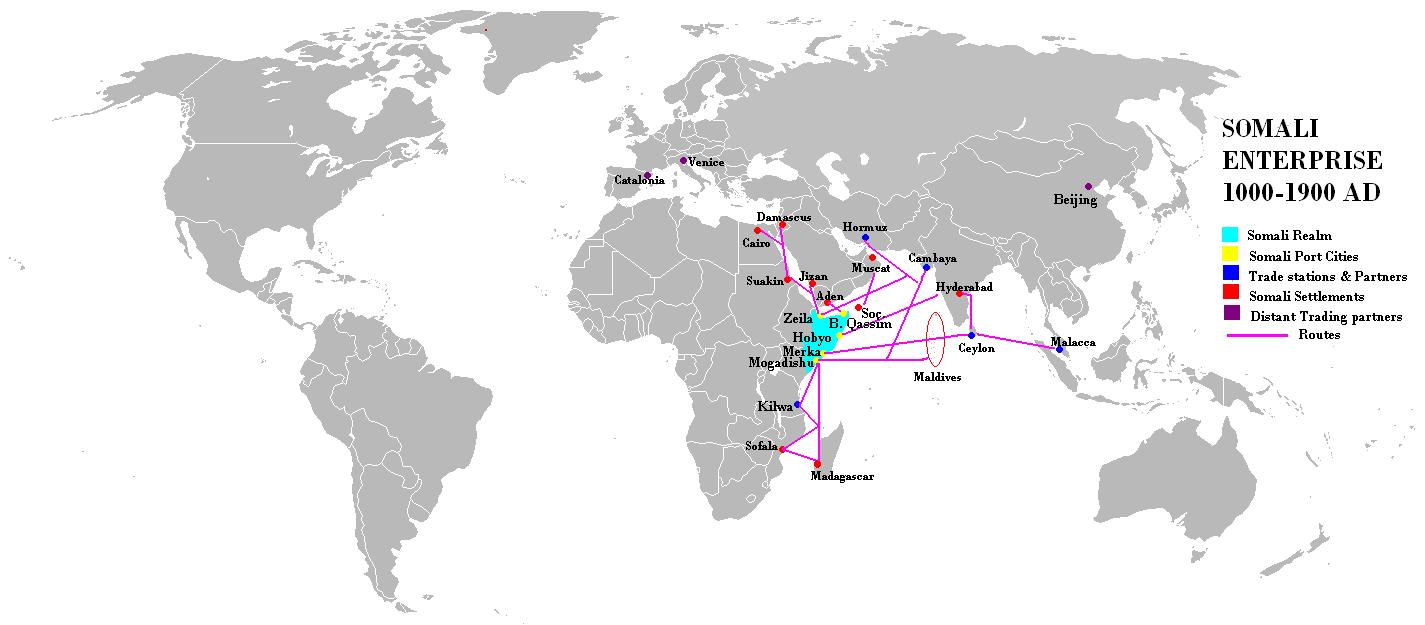
Commerce somali

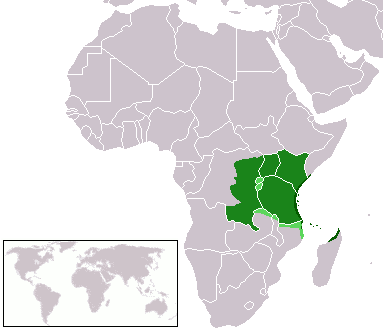
Aire de la langue kiswahili.

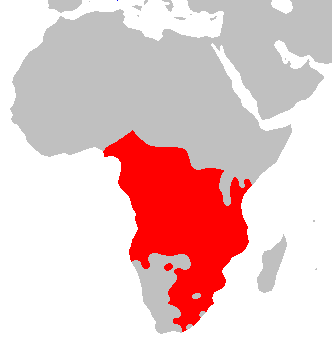
Expansion bantoue.

### Servitude endogène
Le terme malgache qui est utilisé pour désigner le dépendant est andevo ou ondevo; il dérive de l'austronésien et signifie littéralement « homme de la maison ».
Il semble que l'esclavage ne se soit pas développé de lui-même à Madagascar, mais que des formes de dépendance existaient au sein même des premiers immigrants. Ces populations d'origine austronésienne sont venues d'Asie du sud-est et sont arrivées sur la terre malgache aux environs du Ve siècle.
Après un certain temps d'acclimatation et d'adaptation à leur nouvel environnement, ces populations — au début installées sur les côtes puis à l'intérieur des terres après l'arrivée de nouveaux migrants — ont développé plusieurs formes de servitude (endogène). Les deux principales sont l'esclave domestique et le captif de guerre.

### Traites esclavagistes entre leXeet leXVesiècleà Madagascar
Madagascar est entré assez tôt dans les circuits de traite esclavagiste ; tout d'abord au Xe siècle lorsque les Arabo-Swahilis (de culture swahili, et de l'ère shirazi) commencent à fréquenter la région entre Maintirano et le cap Masoala. Ils y créent un certain nombre de comptoirs commerciaux, principalement dans les baies de Boina, de Majunga (ou Mahajanga) et de Bombetoka. Ils ont des liaisons commerciales avec les Arabo-Swahilis de Zanzibar, Kilwa, Mogadiscio, Malindi, Pemba et Mombasa, permettant ainsi aux rois malgaches — grands chefs et représentants d'une communauté que l'on appelle mpanjaka — de participer à ce commerce. Ils échangent principalement des esclaves, du riz et de la cire contre des étoffes d'Inde et certainement d'autres marchandises.

### Concurrences européennes auxXVIeetXVIIesiècles
Viennent ensuite les Portugais, qui tentent au XVIe siècle de s'insérer dans le commerce de la traite, mais y parviennent assez difficilement en raison de la présence importante de commerçants musulmans sur la côte ouest (pour la plupart d'origine arabo-swahilie). Selon J.M Filliot, ils tentent même d'attaquer leurs comptoirs commerciaux[pas clair]. Finalement, les Portugais réussissent à prendre contact directement avec certains mpanjaka pour acheter des esclaves et autres marchandises. Mais, contrairement aux musulmans qui les achètent, selon Filliot, environ 5 à 10 piastres l'un, les Portugais les paient plutôt environ 100 piastres.
À partir de 1595, les Hollandais commencent à fréquenter la côte occidentale, sans y pratiquer la traite, préférant aller commercer seuls sur la côte orientale, sans les Portugais et les commerçants musulmans. 
Au début, ils achètent des esclaves, du riz et du bétail dans la baie d'Antongil, où ils entretiennent pendant un moment un fortin, ce qui s'avère pratique car ils sont à l'époque installés à l'île Maurice. Puis ils se redirigent vers la côte occidentale, du côté de Saint-Augustin, Morondava, Mahajamba, Bombetoka, s'installant cette fois ci au Cap. Les Hollandais continuent à pratiquer la traite jusqu'à la fin du XVIIIe siècle.
Les Anglais s'intéressent également à Madagascar, car celle-ci se trouve sur la route des Indes, leur permettant de s'y arrêter pour se reposer et s'approvisionner. Ils débarquent pour la première fois sur la côte Ouest à Saint-Augustin en 1604 pour se ravitailler en bois et en eau. De là, ils prennent l'habitude d'y faire escale et y acheter des esclaves et d'autres marchandises commercialisables ou leur étant nécessaires pour le voyage. Ils fréquentent le plus souvent Mahajunga, Nosy Be, la baie de Boina et les Radama. Mais le territoire leur paraît hostile, et ils ne souhaitent pas s'y installer. Ils cessent même complètement d'y aller dans la seconde moitié du XVIIe siècle, mis à part quelques capitaines aventuriers.
Les derniers arrivés sont les Français qui débarquent sur l'île au XVIIe siècle. Ils fréquentent la côte Est et principalement Fort-Dauphin, d'où ils sont chassés, avec bon nombre de femmes d'origine malgache et leurs enfants métis. Contrairement aux Portugais ou aux Hollandais, les Français ne pratiquent pas une traite régulière et méthodique. C'est au XVIIIe siècle que la France s'intéresse plus concrètement à Madagascar, lorsqu'à cette période elle prend l'habitude de ravitailler ses plantations en riz, bétail et surtout en esclaves, essentiellement à Madagascar. En effet, au début du XVIIIe siècle, l'île Bourbon devient une colonie française, qui très vite a besoin d'une main-d'œuvre importante à son service pour les plantations de café, suscitant une demande d'esclaves de plus en plus forte — à peu près jusqu'à la fin du XVIIIe siècle, où la majorité des esclaves commencent à provenir de la côte swahili.  
L'esclavage est aboli à Madagascar le 27 septembre 1896, un mois et demi après l'annexion de l'île par la France. Bien qu'elle y ait pratiqué la traite esclavagiste entre la seconde moitié du XVIIe jusqu'au XIXe siècle, et qu'elle ait utilisé une importante main-d'œuvre malgache, en grande partie soumise au travail forcé, la France affirmait à l'époque qu'abolir l'esclavage était un acte « relevant de la générosité et de la tradition républicaine française ».

### La traite auxXVIIIesiècleetXIXesiècle

#### La traite française
Les premières tentatives d'implantation française remontent au XVIIe siècle. En 1638 la France envoie une première expédition pour explorer les côtes malgaches. En 1642, la Compagnie française de l'Orient est créée sous l'impulsion de Richelieu, permettant à Jacques Pronis en 1643 de tenter de s'installer à Sainte-Luce, puis à Fort-Dauphin.
Ensuite c'est au tour de Flacourt et Martin successivement d'occuper ces postes. À la suite de plusieurs difficultés, les Français choisissent finalement de migrer vers l'île de la Réunion pour s'y implanter. Ce changement est coordonné avec la réorganisation de la politique étrangère par Colbert en 1664, qui fonde la Compagnie des Indes orientales (1664-1769).
C'est à partir de ce moment que Madagascar devient une sorte d'entrepôt pour le commerce de cette compagnie, et la principale source de ravitaillement pour la nouvelle colonie, l'île Bourbon. Madagascar va permettre de répondre à la demande croissante de main-d'œuvre, donc d'esclaves, puis de riz et de bétail.En 1689, le terme « esclave » apparaît pour la première fois dans un texte officiel d'instructions de Vauboulon.
Au XVIIIe siècle, les Français tentent de créer des postes de traite sur la côte orientale pour répondre à ces besoins. Les principaux postes de traite sont la baie d'Antongil et Foulpointe, avec des postes secondaires à Fénérive, Sainte-Marie, Mananara, Angontsy et Mahambo. En 1715, lorsque les plantations de café apparaissent, la demande de main-d'œuvre augmente et un « plan d'exploitation rationnelle » est mis en place par l'économiste écossais John Law. Chaque planteur est assigné à cultiver dix plants de café, tout en bénéficiant de fonds pour acheter des graines et des esclaves. Une fois que ces plantations sont développées, d'autres apparaissent comme les poivriers, canneliers, cotonniers, rhubarbe, arbres à thé, etc..
Et le besoin d'esclaves double ; ainsi, entre 1718 et 1728, le nombre d'esclaves importés à l'île Bourbon passe de 200 à 600 par an. 
Cette demande augmente encore sous l'impulsion de La Bourdonnais, gouverneur général entre 1735 et 1746, lorsqu'il développe de façon conséquente les ports des Mascareignes, dans le but de créer des bases navales susceptibles de servir dans le conflit anglo-français dans l'océan Indien. Il améliore aussi les conditions de chargement et de déchargement des marchandises, et développe plusieurs industries (tannerie, poudrerie, raffinerie, industrie de matériaux de construction). Filliot décompte 1 200 à 1 300 esclaves importés par an pendant son gouvernement (fraude comprise). Deux gouverneurs lui succèdent, qui continuent sur sa lancée jusqu'à la promulgation d'une ordonnance royale, le 16 août 1769, autorisant le libre commerce pour tous les Français, au-delà du cap de Bonne-Espérance. Cette décision provoque une sorte de « boom économique » ainsi qu'un essor important de la traite esclavagiste, soit une multiplication par trois du nombre d'entrées d'esclaves entre 1769 et 1793.
La traite s'effectue par expédition régulière à Madagascar, sur le littoral du Mozambique actuel, à Kilwa et à Zanzibar.

#### Conditions et déroulement des échanges
Malgré l'ampleur de la traite esclavagiste pratiquée par les Européens à Madagascar, celle-ci est lentement régularisée, et rationalisée en raison des conditions difficiles de mouillage sur la côte orientale de l'île.
En effet, le long du littoral les sites calmes et abrités, soit par une baie soit par une barrière de corail, sont rares. Pour ces raisons, par exemple, la baie d'Antongil ou Foulpointe, protégée par une grande barrière de corail, sont beaucoup fréquentées par les traitants étrangers. Le commerce se concentre entre le cap d'Ambre et Tamatave ; les principaux lieux de mouillage se situent à Tamatave, Foulpointe, Fénérive, Mahambo, Tintingue, Sainte-Marie, Mananara et la baie d'Antongil. Les marchandises sont le plus souvent des esclaves, du bétail et du riz ; la plus grosse production de riz est celle des Betanimena (au sud de Tamatave jusqu'à Iharana, passant par la baie d'Antongil et Foulpointe), et le commerce de bétail est monopolisé par les Bezanozanos et les Sakalaves.
Les Betsimisarakas sont les principaux intermédiaires avec les traitants européens du commerce sur la côte orientale, car ils y contrôlent la majorité des ports. Ils forment une sorte de confédération regroupant différentes communautés de la région, qui ont été unifiées à la fin du XVIIe siècle par un grand chef, filohabe, Ratsimilaho. Ses centres économiques sont Foulpointe, Fénérive puis Tamatave, mais Foulpointe est la plus fréquentée car elle offre non seulement un bon lieu de mouillage mais aussi une quantité suffisante, voire importante, de riz, d'esclaves et de bétail. Cela pousse même la France en 1756 à y installer un régisseur de traite pour structurer ce commerce, contre une rémunération de 10 % sur le commerce d'exportation de Foulpointe.
Lorsque Ratsimilaho meurt aux environs de 1750, la confédération passe aux mains de ses descendants et perd en puissance, car ces derniers ne réussissent pas à maintenir l'unité des Betsimisaraka. En conséquence, le commerce devient moins fructueux et moins organisé, et les Européens, toujours en demande d'esclaves, de riz et de bétail, utilisent la stratégie « diviser pour mieux régner » afin d'arriver à leurs fins. Ils provoquent des querelles entre les clans, afin de susciter des guerres et donc la prise de captifs qu'ils pourraient ensuite acheter. Il en découle une déstabilisation politique par des tensions entre lignages ou groupes de lignage et entre chefferies, une déstabilisation sociale avec une désintégration de la confédération Betsimisaraka et de multiples discordes, puis une déstabilisation économique car le commerce est d'autant plus désorganisé et la quantité de marchandises exportables bien moindre ; ce qui peut expliquer qu'à la fin du XVIIIe siècle le commerce de traite est détourné vers la côte swahili, c'est-à-dire sur l'actuel littoral du Mozambique. 
Ce climat politique et économique hostile pousse en quelque sorte les Européens à entretenir des relations avec les populations de l'intérieur de l'île ; ainsi, en 1777, Mayeur, gouverneur général de l'Île-de-France, entre en contact avec Andriamasinavalona — un mpanjaka des terres du centre, non loin de l'actuel Imerina — pour commercer avec lui. Les régions centrales et des Hautes Terres de Madagascar sont entrées dans le commerce de traite avec les Européens dès le dernier quart du XVIIIe siècle, mais les Betsimisaraka, les Bezanozano et les Ambanivolo sont restés les principaux intermédiaires commerciaux. Divers exemples peuvent illustrer ces structures, fonctionnant un peu comme des systèmes de douanes entre différents agents commerciaux, au travers de plusieurs limites territoriales et claniques. Les Betsimisaraka servent d'intermédiaire entre les terres d'Ambanivolo et la côte pour les Européens, qui les chargent d'aller chercher des esclaves à l'intérieur des terres contre un revenu qui peut quelquefois être sous forme de crédit ou d'avance. 
Pier M. Larson décrit bien ce système, qu'il appelle « movers & stayers », qu'il illustre sous forme de pipe. Il s'agit d'un système pyramidal où trois catégories d'agents commerciaux entrent en jeu. En haut de la pyramide se situe le traitant européen qui possède le capital, constitué de biens d'échanges et de piastres, qu'il avance à la deuxième catégorie d'agents qui sont les Betsimisaraka. Ces derniers partent ensuite mener des expéditions pendant plusieurs semaines, pour ramener les marchandises convoitées par le traitant en question chez une troisième catégorie d'agents qui sont d'autres intermédiaires commerciaux dans le centre des terres, pouvant leur fournir des captifs. L'on peut supposer que plusieurs marchands Betsimisaraka sont alliés à divers mpanjaka, filoha (chefs de clans, de lignages, ou de groupes de lignages ou même de chefferies) de l'intérieur des terres, qui eux-mêmes enlèvent des captifs ou sont en contact avec d'autres chefs moins puissants qui leur en fournissent, pour répondre à la demande du traitant, en haut de la pyramide ou de l'autre côté du pipe comme dirait Pier M. Larson.
En réalité, tout un réseau commercial pyramidal est tissé en partant des côtes pour remonter jusqu'aux hautes terres, associant de multiples agents qui sont en contact avec différentes communautés, elles-mêmes constituées d'associations de clans ou de chefferies. Mais il faut ajouter que ces alliances et ces échanges impliquent aussi des rivalités et une concurrence qui suscite un climat véritablement tendu et conflictuel. 
Le morcellement et la fragmentation de l'unité politique Betsimisaraka dès la seconde moitié du XVIIIe siècle d'une part, et l'expansion du pouvoir des différentes communautés qui vont constituer l'Imerina d'autre part (entre la fin du XVIIIe siècle et surtout à partir du XIXe siècle), ouvrent la voie aux conquêtes de Radama Ier.

#### Documentation de la traite française
La plupart des sources sur la traite européenne, puis française, sont les témoignages écrits par des traitants, des commerçants et des capitaines, à travers des comptes-rendus, des journaux de bord, des mémoires, et d'autres types de documents qui ont été conservés puis archivés. En revanche, les études archéologiques sont beaucoup moins importantes et les études moins nombreuses ; certaines notes relevées dans la revue d'art et d'archéologie Taloha de 1974 sont néanmoins disponibles :
- Foulpointe — Au début du XVIIIe siècle, les pirates anglais fréquentent les environs de cette localité ; ensuite dès les années 1720 les Français décident d'y installer un comptoir. Pour cela, ils y construisent un fort, dont on a retrouvé les traces et un témoignage ; celui du Chevalier de la Serre qui le décrit en 1677 : « le fort français de Foulpointe est un entourage de 50 toises carrées fermé d'une palissade », autour duquel sont construites de petites cases à la manière locale. C'est lorsque ce poste fut donné à la Compagnie des Indes qu'un autre fort fut construit ; les travaux archéologiques montrent que c'était un bâtiment en bois de 16 m2 et 1,95 m de hauteur, entouré d'une « galerie défendue par des embrasures munies de canons et de quelques pierreries ».
- Fénérive — Cette localité fut aussi l'un des ports de traite parmi les plus fréquentés par les étrangers au XVIIIe siècle ; un fort fut construit en haut d'une colline que l'on nomme Vohamasina.
- Tamatave — Au début du XIXe siècle, durant le duel franco-anglais — pour s'octroyer le monopole commercial à Madagascar —, cette ville devint le principal centre de commerce. Comme elle était également un poste de traite, un fort y fut construit ; la ville était défendue par « une double rangée de palissades flanquées ».

#### Abolitions: 1817, 1877, 1896
Le roi Radama Ier (en exercice de 1810 à 1826), pour asseoir son pouvoir, le 23 octobre 1817, signe avec les émissaires britanniques un accord selon lequel, en échange de l’abolition du commerce des esclaves avec les Européens, il reçoit une assistance pour moderniser son royaume. Il est en outre reconnu d’avance comme le roi de tout Madagascar.
L'interdiction de l'exportation d'esclaves signifie aussi l'importation d'esclaves en provenance d'Afrique, principalement du Mozambique : entre 300 000 et 450 000 pour une population totale maximale de la Grande Île de 2 500 000 habitants, pendant une période de 60 ans.
En 1877, obligation est faite à la reine Ranavalona II d'affranchir ces Masombika (ou Makoa). Jusqu'en 1896, de manière illégale ou non, l'esclavage se maintient. En 1896, sous Ranavalona III, environ 500 000 esclaves sont libérés.

## Réévaluation du fonctionnement de l'esclavage à Madagascar
- Si vous ne connaissez pas le sujet, laissez ce bandeau (vous pouvez alors contacter les auteurs).
- Si vous supprimez le contenu mis en cause (vous pouvez préalablement contacter les auteurs),

argumentez précisément cette suppression dans la page de discussion
(un manque de référence n'est pas un argument ; une recherche réelle de référence doit avoir été effectuée, être formellement documentée).
Les études contemporaines, depuis 1970, autorisent ces quelques notes sur les recherches archéologiques, anthropologiques et philologiques, portant sur la fréquentation puis l'installation de Musulmans à Madagascar, mais également sur les immigrations du début du premier millénaire.

### Les travaux archéologiques et anthropologiques réalisés jusque dans les années 1970, rapportés par J.-L Rakotoarisoa, J. Pennetier, A. Jully, A. Grandidier et E. De Flacourt
Les Musulmans qui se sont installés sur les côtes malgaches proviennent essentiellement de la côte orientale de l'Afrique, précisément de l'espace swahili. Lors de fouilles archéologiques faites sur la côte orientale vers Sambava, près de l'embouchure de Mahanara, ont été retrouvés des dinars d'or datant du sultanat Fatimide du XIe siècle, plus précisément du cinquième calife (975-1094 ap. J.-C).
On peut penser que les Antambahoaka (populations du sud-est de l'île), les ZafiRaminia (des populations de la côte orientale de l'île, et un peu des hautes terres centrales, qui se réclament descendants de Raminia, un ancêtre musulman), les Antemoro (populations du sud-est de l'île), et encore d'autres, sont rattachés d'une façon ou d'une autre à ces populations originaires de la côte swahili et du sultanat Fatimide, puisqu'ils semblent être passés et s'être même installés sur la côte orientale.
Guillaume Grandidier cite la découverte d'un dinar datant du cinquième calife, ainsi que la présence d'un « cimetière arabe » vers l'embouchure de Mahanara. Or, A. Jully cite aussi une cinquantaine d'années après Grandidier, la découverte d'une pièce d'or daté du sultanat Fatimide, mais cette fois-ci datée du XIIe siècle et trouvée sur la côte occidentale de Madagascar, puisqu'il dit que les Antaloatra — descendants d'une population arabo-swahili, qui parlait un dialecte né d'un mélange d'arabe et de bantoue, venues s'installer sur la côte ouest de Madagascar — descendent de ces Musulmans, jadis installés autour de la Baie de Boina et celle de Mahajamba/Mahajunga ; selon leurs traditions orales ils sont venus d'une des îles des Comores.
Lasalle, compagnon de Benyowski — directeur de traite entre 1774-76 placé dans la baie d'Antongil —, écrit dans son mémoire sur Madagascar qu'il y a aussi des comptoirs commerciaux musulmans à proximité de Saint-Augustin, c'est-à-dire au sud-est de Madagascar. Ce qui peut nous amener à en déduire que l'un des deux auteurs s'est certainement trompé dans la datation de la pièce, mais que par ailleurs des musulmans passés par la côte swahili dans un premier temps, sont venus ensuite fréquenter et s'installer sur les côtes Ouest et Est de la grande île. Divers témoignages écrits de traitants européens citent la présence de musulmans sur la côte Ouest — le plus souvent — et Est malgache, ayant des comptoirs commerciaux en contact avec d'autres commerçants arabo-swahili placés sur la côte est-africaine.  
On a retrouvé plusieurs sites de Chloritoschiste (carrières de roches) qui utilisent la même technique pour tailler la pierre dans l'arrière pays de Vohémar et chez les Antanosy de Fort-Dauphin. Ces mêmes techniques ont été pratiquées dans le golfe Persique « il y a fort longtemps ». Il y a donc une « parenté technique » entre le nord-est et le sud-est de Madagascar (à partir de Mananjary), et les habitants du golfe Persique. Ces sites peuvent nous laisser supposer que des musulmans se sont installés non seulement sur la côte occidentale mais aussi à l'est.
Par ailleurs, ce littoral est aussi le point d'arrivée d'autres migrants, comme les Austronésiens. En effet, dans les traditions orales merina, Maroantsetra parait être le « terminus » des migrations austronésiennes au XIVe siècle, alors que ce lieu apparaît aussi dans les traditions orales des Antaimoro, où leur ancêtre Ramakorobe serait passé (un ancêtre que l'on considère d'origine musulmane). 
Les Antaimoro comme d'autres populations de la côte orientale se disent descendre de musulmans, beaucoup se réfèrent à un ancêtre commun ZafiRaminia, un homme de confession musulmane qui s’appelait Raminia. 
D'autres, par exemple les gens de Sainte-Marie, disent avoir comme vieille ancêtre Zaffehibrahim, ou ZafiIbrahim, de la lignée d'Abraham.
Etienne de Flacourt supposait au XVIIIe siècle que leurs ancêtres pouvaient être des Comoriens, puisque venant commercer assez régulièrement dans la baie d'Antongil, il est possible qu'auparavant une branche de ces commerçants ait fondé le groupe des ZafiIbrahim à Sainte-Marie. Ceci reste seulement une hypothèse, mais il est certain que des Musulmans se sont installés à un moment à Sainte-Marie et qu'il n'est pas étonnant que ces populations se donnent une telle ascendance, car il arrive très souvent dans beaucoup d'endroits dans le monde qu'à un moment donné des groupes d'individus se construisent une ascendance prestigieuse.
En tout cas, Houtman, un amiral hollandais, dit avoir vu en 1595 un fort arabe à Sainte Marie ; d'ailleurs cette île était appelée « Nosy Ibrahim ». Ces populations de la côte orientale ne peuvent pas être considérées comme musulmanes, car elles ne respectent pas l'ensemble des préceptes du Coran, mais ont développé une sorte de syncrétisme entre la religion coranique de leurs ancêtres ou une partie des leurs, et une religion « païenne » ou « traditionnelle ».Ce syncrétisme crée l'authenticité de la culture malgache dans son ensemble mais aussi dans sa diversité en fonction de l'ascendance, du mélange, des migrations qu'ont connus plusieurs régions, provinces ou communautés de Madagascar, les unes par rapport aux autres. 
En somme, jusque dans les années 1970 on parle beaucoup plus des origines arabes ou musulmanes des malgaches, que d'éventuelles origines africaines et austronésiennes. Mais ces questions vont être abordées et plus approfondies un peu plus tard.
Autrement, l'on voit bien par plusieurs études, fouilles ou recherches en général, qu'un certain nombre d'individus de confession musulmane, provenant ou étant passés par l'espace swahili, se sont installés sur les côtes Est et Ouest de Madagascar, et principalement au Nord. Ces individus se sont certainement mélangés à la population locale, soit par alliance, soit par mariage, assurant ainsi une descendance, dont le prestige d'en faire partie semble être revendiqué par plusieurs groupes de population de la côte Est et Ouest de l'île.

### Les travaux accomplis entre la fin duXIXeet le début duXXesiècle, rapportés par A. Alpers Edward, Solofo Randrianja, Stephen Ellis
Les premiers habitants de Madagascar s'installèrent sur les côtes nord-est et nord-ouest de la grande île ; par des études philologiques, on a pu constater que les dialectes linguistiques du Nord étaient les plus anciens, et que ces populations étaient d'origine austronésienne. Les archéologues ont retrouvé des céramiques et des traces d'habitations anciennes, datant d'avant le premier millénaire et ressemblant beaucoup aux poteries de Zanzibar et Lamu, et les sites semblent comporter des similitudes avec ceux de la côte orientale de l'Afrique.
Donc, soit ces sites correspondent à ces mêmes migrations austronésiennes, supposant qu'elles soient passées sur la côte swahili avant de débarquer, ou qu'elles aient ramené avec eux des hommes originaires de ces lieux - ce qui parait plus probable avec ce que nous savons ; soit ces sites correspondent à d'autres migrations arabo-swahili de la côte Est africaine à peu près à la même époque. Au début, ces nouveaux migrants habitaient dans des cases proches de la mer pour pouvoir aller pêcher, puis ils se dispersèrent en créant plusieurs autres villages, où certains sont restés marins/pêcheurs, tandis que d'autres sont devenus pasteurs ou d'autres agriculteurs ; en effet, on a remarqué une origine linguistique austronésienne dans les noms de plantes données par les malgaches. Une partie des populations côtières ont migré ensuite dans les hautes terres lorsque des nouveaux arrivants sont venus s'installer ; des fouilles archéologiques ont démontré que leurs installations vers l'intérieur des terres fut organisé puisque nous avons retrouvé des traces de fortifications autour de leur territoire, leur permettant de le délimiter et de se défendre.
Ces premières populations entretenaient non seulement des rapports serviles entre elles, mais avaient aussi des langues quelque peu différentes ; en effet elles avaient des origines malaisiennes, javanaises et austronésiennes. Il semble que les Malaisiens étaient plus ou moins les dominants et les autres (Javanais et Austronésiens) les dominés. En revanche, parmi ceux-là on pense qu'il y avait aussi des individus provenant de Bornéo dans le Sud-Est asiatique, enrichissant encore la diversité linguistique de la langue malgache.
Les hiérarchies qui étaient présentes à leurs arrivées se sont maintenues au départ, puis évoluèrent dans un nouveau contexte social et géographique. Les populations locales continuèrent au cours des siècles à intégrer de nouveaux arrivants, leur vocabulaire s'enrichissait de nouveaux mots étrangers tout en conservant leur base linguistique austronésienne, et ils développèrent de nouveaux rapports avec les autres groupes de populations, devenus malgaches avec le temps.Il faut donc ici préciser que les Malgaches ont une conception de l'étranger singulière, car le mot vazaha (« étranger »), peut être utilisé entre Malgaches ; il arrive encore qu'un Malgache originaire de l'Imerina soit appelé vazaha sur les côtes dans d'autres provinces de l'île.     
Il faut donc retenir qu'à partir du Ve siècle ap. J.-C. des populations austronésiennes débarquèrent à Madagascar, principalement sur la côte orientale de celle-ci, apportant avec elles des formes de servitude qui s'appliquaient au sein des individus de ces groupes d'immigrants, car ils avaient des origines différentes. Ensuite, autour du XIe-XIIe siècle, des Musulmans arrivèrent sur les côtes malgaches nord-est et nord-ouest, et ils créèrent probablement des comptoirs sur d'autres points de l'île. Ils provenaient pour la plupart soit de la côte arabo-swahili (actuel Mozambique), soit des Comores. Les recherches effectuées après les années 1970 ont davantage porté sur les vagues de migrations austronésiennes à Madagascar, que sur celles des Musulmans.

## 21esiècle
En 2012, un rapport de l'ONU pointe des formes d'esclavage contemporain à Madagascar (en) : servitude domestique, mariage servile et travail forcé.
En 2019, la situation des droits humains à Madagascar n'est guère satisfaisante,,,,,.
En raison de l'extrême pauvreté, Madagascar est devenue un haut lieu du tourisme sexuel, notamment sur l'île de Nosy Be. Certaines jeunes filles mineures, à peine adolescentes, vendent leur corps pour quelques euros à des Occidentaux âgés qui passent leur retraite dans le pays,,.